# Makednoi
Makednoi (in greco Μακεδνοί?) è un ex comune della Grecia nella periferia della Macedonia occidentale di 3.468 abitanti secondo i dati del censimento 2001.
È stato soppresso a seguito della riforma amministrativa detta Programma Callicrate in vigore dal gennaio 2011 ed è ora compreso nel comune di Kastoria.

## Località
Makednoi è suddiviso nelle seguenti comunità:
- Dispilio (Δισπηλιό)
- Mavrochori (Μαυροχώρι)
- Polykarpi (Πολυκάρπη).